# László Bodrogi

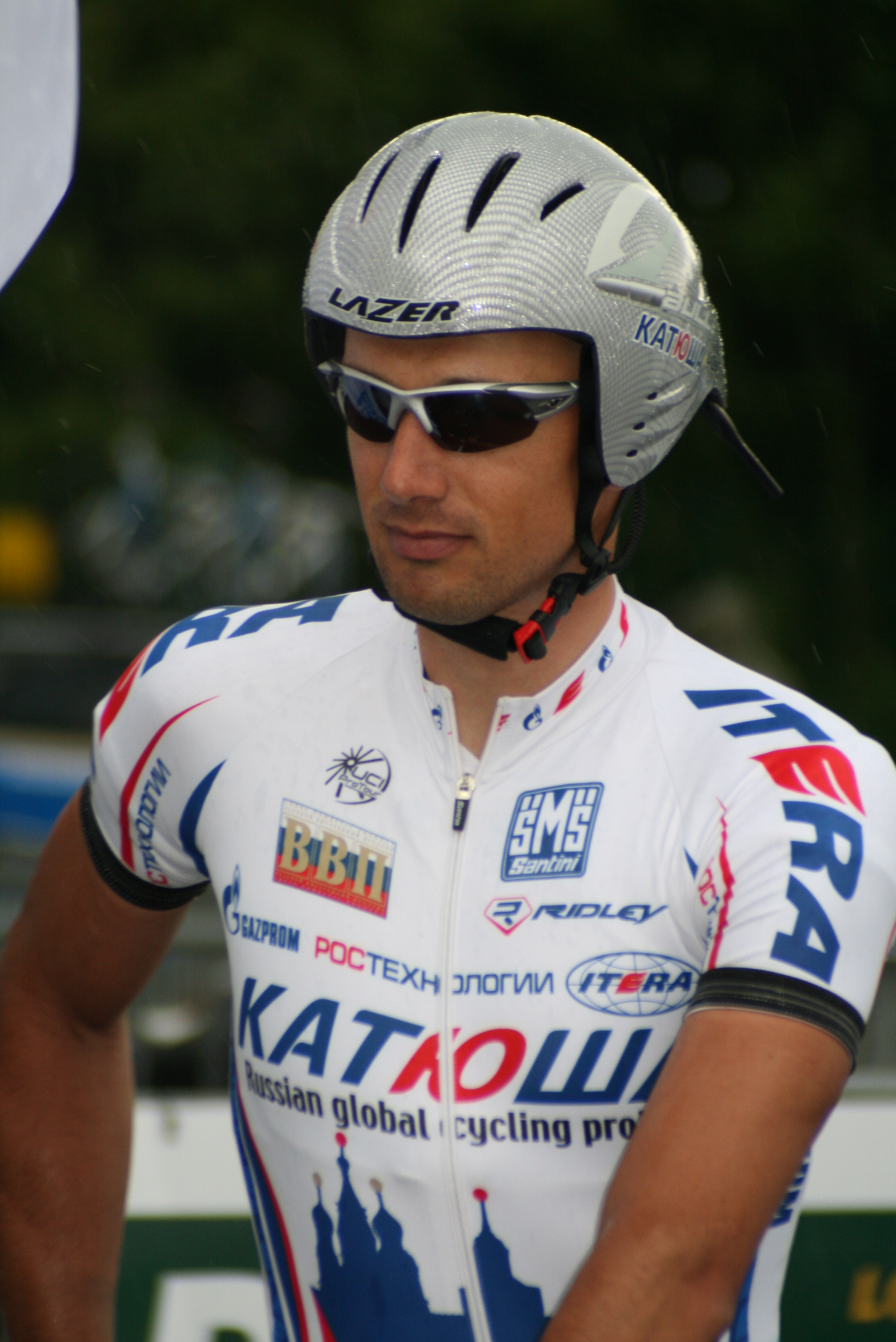
László Bodrogi bei den Vier Tagen von Dünkirchen 2009

László Bodrogi [ˈlaːsloː ˈbodroɡi] (* 11. Dezember 1976 in Budapest) ist ein ehemaliger französisch-ungarischer Radrennfahrer.

## Werdegang
Bodrogi, der im Alter von 13 Jahren in Frankreich mit dem Radsport begann, als seine Familie einige Zeit in Besançon lebte, fuhr während seiner Zeit in der Altersklasse U23 für das französische Radsportteam CC Étupes sowie für die ungarische Mannschaft FTC Budapest. 1996 wurde er zum ersten Mal ungarischer Meister im Straßenrennen. Ein Jahr später machte er durch den zweiten Platz bei Paris–Roubaix (U23) sowie den Gewinn der Silbermedaille im Einzelzeitfahren der U23 bei der Straßen-Radweltmeisterschaft in San Sebastián auf sich aufmerksam und konnte als Stagiaire im Trikot der Mannschaft Festina-Lotus bei den Profis debütieren. Dennoch konnte er 1998 nicht bei den Profis unterkommen, blieb aber erfolgreich und sicherte sich neben der Bronzemedaille im Einzelzeitfahren bei der Straßen-Europameisterschaft die Siege bei zwei Eintagesrennen sowie die ungarische Meisterschaft im Einzelzeitfahren.
Nachdem Bodrogi 1999 das Etappenrennen Tour de Gironde gewonnen hatte, unterschrieb er ab September einen Vertrag als Stagiairebis zum Ende der Saison beim französischen Team Saint Quentin-Oktos-MBK und wechselte zu Beginn der Saison 2000 zum italienischen Team Mapei-Quick Step. In der Folgezeit konnte er sich fünf Mal in Reihenfolge den Titel des ungarischen Meisters im Einzelzeitfahren sichern (2000–2004), gewann Etappen in der Argentinien-Rundfahrt und der Slowenien-Rundfahrt (2000), bei der Tour de l’Avenir (2000 und 2001), der Schweden-Rundfahrt (2001) sowie der Dänemark-Rundfahrt (2002) und entschied 2002 zusammen mit Fabian Cancellara das belgische Paarzeitfahren Grand Prix Eddy Merckx für sich. Im selben Jahr gelang ihm auch sein bisher prestigeträchtigster Erfolg mit dem Gewinn des Prologs bei Paris–Nizza. Außerdem konnte er sich bei Einzelzeitfahren stets hervorragend platzieren, nicht zuletzt mit dem dritten Platz bei der Straßenweltmeisterschaft 2000 in Plouay. Den Giro della Liguria, ein Etappenrennen zum Saisonauftakt in Italien, gewann er 2001.
In den Jahren 2003 und 2004 fuhr Bodrogi für das belgische Team Quick Step-Davitamon und setzte seine Karriere mit einem Etappensieg bei den Drei Tagen von De Panne (2004) und den erwähnten Meistertiteln recht erfolgreich fort.
Zur Saison 2005 wechselte Bodrogi zur französischen Mannschaft Crédit Agricole und entschied in seiner ersten Saison dort die Gesamtwertung der Luxemburg-Rundfahrt für sich. 2006 wurde er nicht nur wiederum ungarischer Meister in beiden Disziplinen, sondern gewann auch das Einzelzeitfahren bei der Österreich-Rundfahrt. Ein Jahr später sicherte er sich bei der Straßen-Radweltmeisterschaft in Stuttgart die Silbermedaille im Einzelzeitfahren sowie den Sieg beim Chrono des Nations. In der Saison 2008 gewann er die Bergwertung der Luxemburg-Rundfahrt sowie einmal mehr die ungarische Meisterschaft im Einzelzeitfahren.
Nach Ende der Saison 2012 beendete Bodrogi seine Karriere als Radrennfahrer. Während seiner Laufbahn nahm er dreimal – 1996, 2004 und 2008 – startete László Bodrogi bei Olympischen Spielen, in Straßenrennen und im Einzelzeitfahren. Seine beste Platzierung war ein 21. Rang 2004 in Athen im Einzelzeitfahren. Dreimal nahm er an der Tour de France teil; 2002 errang er seine beste Platzierung in der Gesamtwertung mit Rang 62.
Bodrogi, der mit einer Französin verheiratet ist und in Ney lebt, nahm 2007 die französische Staatsbürgerschaft an. 2010 nahm er das erste Mal an der französischen Meisterschaft im Zeitfahren teil und belegte den dritten Platz.

## Palmarès
1996
- Ungarischer Meister – Straßenrennen

1997
- Ungarischer Meister – Einzelzeitfahren

1998
- Grand Prix de Saint-Étienne Loire
- Ungarischer Meister – Einzelzeitfahren
- Chrono Champenois

1999
- Gesamtwertung Tour de Gironde

2000
- Prolog Argentinien-Rundfahrt
- eine Etappe Tour de Normandie
- Prolog Slowenien-Rundfahrt
- Ungarischer Meister im Straßenrennen
- Ungarischer Meister im Einzelzeitfahren
- eine Etappe Tour de l’Avenir
- Duo Normand (mit Daniele Nardello)

2001
- Gesamtwertung und eine Etappe Giro Riviera Ligure Ponente
- eine Etappe Schweden-Rundfahrt
- Ungarischer Meister – Einzelzeitfahren
- Gesamtwertung und eine Etappe Volta ao Alentejo
- zwei Etappen Tour de l’Avenir

2002
- Grand Prix Eddy Merckx (mit Fabian Cancellara)
- Prolog Paris–Nizza
- Ungarischer Meister – Einzelzeitfahren
- eine Etappe Dänemark-Rundfahrt

2003
- Ungarischer Meister – Einzelzeitfahren

2004
- eine Etappe Drei Tage von De Panne
- Ungarischer Meister – Einzelzeitfahren

2005
- Gesamtwertung Luxemburg-Rundfahrt

2006
- Ungarischer Meister – Straßenrennen
- Ungarischer Meister – Einzelzeitfahren
- eine Etappe Österreich-Rundfahrt

2007
- Ungarischer Meister – Einzelzeitfahren
- Chrono des Nations

2008
- Bergwertung Luxemburg-Rundfahrt
- Ungarischer Meister – Einzelzeitfahren

## Teams
- 1997 Festina-Lotus (Stagiaire)
- 1999 Saint-Quentin–Oktos–MBK (Stagiaire)
- 2000–2002 Mapei-Quick Step
- 2003–2004 Quick Step-Davitamon
- 2005–2008 Crédit Agricole
- 2009–2010 Katjuscha
- 2011–2012 Team Type 1